# معركة أواراير
معركة أواراير ((بالفارسية:  نبرد آوارایر) و(بالأرمنية: Ավարայրի ճակատամարտ) دارت في 26 أيار/ مايو  عام451 م في سهل أواراير، بين متمردين أرمن بقيادة وارطان ماميكونيان ( Vartan Mamikonian ) وجيش الدولة الساسانية. ورغم انتصار الساسانيون في المعركة، إلا أنها ضمنت الحرية الدينية للأرمن.

## خلفية تاريخية
كانت مملكة أرمينيا أقدم بلاد جعلت من المسيحية الدين الرسمي للدولة، في زمن حكم الملك تيرداد الثالث (Tiridates ) عام 301 م. وحين أسقط ثورة عام 428 م قادها وجهاء حكم السلالة الأرشكيونية الأرمنية التي تبعت التاج الفارسي، عينت فارس ولاة محلها، وقبل الأرمن هؤلاء الولاة بشرط السماح لهم بممارسة معتقداتهم الدينية، لكن الملك الفارسي يزدجرد الثاني أعتبر أن الكنيسة الأرمنية قريبة جدًا للكنيسة الرومية أعدؤه، وأراد أن تكون أقرب لكنيسة المشرق التي دعمتها الدولة الساسانية، ولهذا دعى وجهاء الأرمن لمقره في قطيسفون وأرغمهم على إنهاء العلاقة مع الكنيسة الرومية.
لم تثمر سياسة يزدجرد الثاني بل إن تمردًا أرمنيًا إلتحق بالوجهاء عند عودتهم، فجهز الساسانيون جيشًا كبيرًا للقضاء على التمرد، واستنجد وارطان ماميكونيان بالقيصر البيزنطي ثيودوسيوس الثاني إلا أن الأمر كان قد قضي.

## سير المعركة
حسب الادعاء تناول الجيش الأرمني المكون من 66000 رجل العشاء الأخير معًا، وكان الجيش في معظمه من المشاة المتحمسين وعديمي الخبرة الحربية، وفرسان وجهاء قادوهم، هؤلاء الفرسان كانوا ذوي خبرة إذ منهم من شارك في حروب الروم والفرس
يفترض أن الجيش الفارسي كان أكبر بثلاث مرات، ومعه فيلة حرب وفرقة فرسان اساورة (Asavārān ) التي شُكلت كخلف لفرقة الفرسان الخالدون، وكون الحرب بين أرمينية وفارس كانت حرب أهلية أرمنية داخلية في نفس الوقت، حارب بعض الوجهاء بقيادة سوني (Vasag Suni ) إلى جانب الدولة الساسانية
ربح الفرس المعركة بفضل فيلة حرب وتفوق سلاح الفرسان، وقتلوا وارطان ماميكونيان وثمانية من قادة جيشه.

## تبعات
بعد الانتصار العسكري للفرس، أمر يزدجرد الثاني بحبس بعض رجال الدين والوجهاء الأرمن وعـين حاكمًا جديداً على أرمنيا، وبسبب التمرد لم تتمكن الكنيسة الأرمنية من إرسال ممثليها إلى مجمع خلقدونية في نفس السنة، ولم تعترف الكنيسة الارمنية بمقررات المجمع وبقيت مونوفيزية
بقي التمرد حيًا بقيادة واهان ماميكونيان(Vahan Mamikonian) أبن أخي القائد وارطان ماميكونيان، ولاحقًا في عام 484 م وقع بيروز الأول معاهدة نوارساك (Nvarsak) التي بمقتضها تُضمن الحرية الدينية للمسيحين الأرمن، وحلت الكنيسة الأرمنية صلاتها بروما والقسطنطينية، وبمقتضى المعاهدة أيضًا صدر عفوًا عامًا، وسمح ببناء كنائس جديدة. ورغم الهزيمة العسكرية وتهجير قادة ورجال دين أرمن إلى غلستان فإن الأرمن يعتبرون ما حدث نصرًا لهم ولعقيدتهم، ويحتفلون بذكرى هذه المعركة.